# Андропов (хутор)
Андро́пов — хутор в Целинском районе Ростовской области.
Входит в состав Юловского сельского поселения.

## Население
| 2010 |
| ---- |
| 39   |

## Улицы
На хуторе имеются две улицы — Дальняя и Луговая.